# Hsunycteris pattoni
Hsunycteris pattoni is een vleermuis uit het geslacht Hsunycteris die van slechts één exemplaar bekend is, dat in 1989 door Neal Woodman is gevangen op 200 m hoogte in Cusco Amazónica in het Peruaanse departement Madre Dios. Dit dier is genoemd naar Dr. James Patton van de University of California voor zijn jarenlange onderzoek naar allerlei zoogdieren. Deze soort is het nauwst verwant aan Hsunycteris cadenai en Hsunycteris thomasi.
H. cadenai is een kleine Hsunycteris met een lange, roodachtige vacht. De bovenkant van het lichaam is roodachtig, de onderkant ook, maar wat lichter. De haren op de rug zijn 6 à 7 mm lang. De kop-romplengte bedraagt 57 mm, de staartlengte 10 mm, de voorarmlengte 34,1 mm, de achtervoetlengte 9 mm, de oorlengte 16 mm en het gewicht 8,6 g.